# Birger Wedberg
Carl Otto Birger Wedberg, född 28 september 1870 i Stockholm, död 2 oktober 1945, var en svensk jurist, justitieråd och ledamot av Svenska akademien.

## Biografi
Wedberg blev efter universitetsstudier i Uppsala samt domartjänstgöring i och under Svea hovrätt assessor där 1907. Han blev ledamot av Lagberedningen och hovrättsråd 1909. Wedberg var justitieråd 1913–1939 och ledamot av Svenska Akademien från 1931 till sin bortgång. Wedberg invaldes i Akademien på stol 1 efter Carl Bildt.
Wedberg uppförde den nuvarande herrgårdsliknande byggnaden Bodals gård genom en om- och tillbyggnad 1935 av ett tidigare 1,5-plans hus som hade uppförts omkring sekelskiftet 1900 och som 2008–2009 sammanbyggdes med Carl Malmstensskolan. Han bodde i huset fram till sin bortgång 1945. Tidigare bodde han under somrarna på Lidingsberg som hade kommit i släkten Wedbergs ägo genom arv efter kontrollören vid rikets tullar Petter Eriksson-Svedberg (1725–1803). Wedberg var en känd skildrare av Lidingö och gav bl.a. ut "Lidingöliv i gamla dagar" och "Lidingöbro för hundra år sedan".
Wedberg blev 1929 ledamot av Vitterhetsakademien och var under åren 1935–1945 dess preses.
Wedberg var under många år ordförande i Stockholms juristförening. Han var också 1920–1940 ordförande i redaktionen för Svensk Juristtidning.
Birger Wedberg är begravd på Lidingö kyrkogård.

## Utmärkelser
- Riddare av Nordstjärneorden, 1907.[10]
- Kommendör med Stora korset av Nordstjärneorden, 1922.[11]
- Kommendör av första klassen av Sankt Olavsorden.[11]
- Hedersdoktor vid Juridiska fakulteten, Uppsala universitet, 1927.[12]
- Hedersledamot av Vitterhets-, historie- och antikvitetsakademien, 1929.[12]
- Hedersledamot i Lidingö hembygdsförening, 1932.[8]

## Familj
Wedberg var son till justitierådet Johan Otto Wedberg och hans hustru Carolina Charlotta (Lotten) Enblom.
Birger Wedberg var gift med Eva Dahlgren, dotter till riksbibliotekarien Erik Wilhelm Dahlgren och Leontine Cabré.
Wedberg är far till professor Anders Wedberg.